# Пам'ятки археології Харківського району
У Харківському районі Харківської області на обліку перебуває 62 пам'ятки археології.
| № з/п | Охоронний № | Місцезнаходження об'єкту | Назва об'єкту | Дослідник, рік обстеження | Розміри                        | Кат         | Рішення Харківського ОВК, накази УКіТ                           | Охоронна зона: розміри, Рішення Харківського ОВК, накази УКіТ |
| ----- | ----------- | --- | --- | --- | ------------------------------ | ----------- | --------------------------------------------------------------- | ------------------------------------------------------------- |
| 1.    | 2360        | с. Байрак Кулиничівської сел/р | Кургани. 7. III тис. до н. е. — I тис. н. е. | Шрамко Б. А. та інші, 1977 р.                                                                                                   | Вис. 0,4-3,0 м                 | Місцева     | № 161 від 18.04.88р.                                            |                                                               |
| 2.    | 2166        | смт. Безлюдівка Безлюдівської сел/р | Поселення бондарихинської культури XII–VIII ст. до н. е. | Воловик С. І., археол. 1984 р.                                                                                                  | Площа 100х70 м                 | -<<-        | № 118 від 17.03.86р.                                            | 50 м.№ 184 від 20.04.87р.                                     |
| 3.    | 2167        | смт. Васищеве Васищівської сел/р | Поселення доби бронзи II тис. до н. е. | Шрамко Б. А., д.і.н. 1950 р. | -<<-                           | -<<-        | 50 м.№ 184 від 20.04.87р.                                       |                                                               |
| 4.    | 2169        | -<<- | Кургани. 20. III тис. до н. е. — I тис. н. е. | Багалій Д. І., історик 1905 р.                                                                                                  | Вис. 0,4-4,0 м                 | -<<-        | -<<-                                                            | 50 м.№ 184 від 20.04.87р.                                     |
| 5.    | 2266        | смт. Коротич Коротичанської сел/р | Кургани. 6. III тис. до н. е. — I тис. н. е. | -<<- | Вис. 0,5-2,5 м                 | -<<-        | № 183 від 20.04.87р.                                            | 50 м.№ 184 від 20.04.87р.                                     |
| 6.    | 2170        | с. Лизогубівка Лизогубівської с/р | Кургани. 27. III тис. до н. е. — I тис. н. е. | Шрамко Б. А. та інші.1977 р. | Вис. 0,3-4,0 м                 | -<<-        | № 118 від 17.03.86р.                                            | 50 м.№ 184 від 20.04.87р.                                     |
| 7.    | 2361        | с. Мороховець Глибоцької с\р | Кургани. 4. III тис. до н. е. — I тис. н. е. | -<<- | Вис. 1,2-1,4 м                 | -<<-        | № 161 від 18.04.88р.                                            |                                                               |
| 8.    | 2359        | с. Олександрівка Яковлівської с/р | Кургани. 6. III тис. до н. е. — I тис. н. е. | -<<- | Вис. 0,3-2,0 м                 | -<<-        | -<<-                                                            |                                                               |
| 9.    | 2171        | смт. Пісочин Пісочинської сел/р | Курган «Хомякова Могила» IV ст. до н. е. | Бородулін В. Г., археол. 1976 р.                                                                                                | Вис. 9,0 м                     | -<<-        | № 118 від 17.03.86р.                                            | 50 м.№ 33 від 23.01.1984 р.                                   |
| 10.   | 2362        | с-ще Мале Веселе Веселівської с/р | Кургани. 6. III тис. до н. е. — I тис. н. е. | Шрамко Б. А. та інші. 1977 р.                                                                                                   | Вис. 0,5-1,5 м                 | -<<-        | № 161 від 18.04.88р.                                            |                                                               |
| 11.   | 2172        | смт. Рогань Роганської сел/р | Кургани. 27. III тис. до н. е. — I тис. н. е. | Багалій Д. І., історик 1905 р.                                                                                                  | Вис. 1,0-5,0 м                 | -<<-        | № 118 від 17.03.86р.                                            | 50 м.№ 184 від 20.04.87р.                                     |
| 12.   | 2173        | с. Руські Тишки Руськотишківської с/р | Кургани. 15. III тис. до н. е. — I тис. н. е. | Шрамко Б. А. та інші. 1977 р.                                                                                                   | Вис. 1,0-2,5 м                 | -<<-        | -<<-                                                            | 50 м.№ 184 від 20.04.87р.                                     |
| 13.   | 2174        | с. Сороківка Вільхівської с/р | Кургани. 19. III тис. до н. е. — I тис. н. е. | -<<- | Вис. 0,5-2,5 м                 | -<<-        | -<<-                                                            | 50 м.№ 184 від 20.04.87р.                                     |
| 14.   | 2363        | с. Степанки Вільхівської с/р | Кургани. 13. III тис. до н. е. — I тис. н. е. | -<<- | Вис. 0,5-2,0 м                 | -<<-        | № 161 від 18.04.88р.                                            |                                                               |
| 15.   | 2364        | с. Тернова Тернівської с/р | Кургани. 7. III тис. до н. е. — I тис. н. е. | -<<- | Вис. 0,5-1,6 м                 | -<<-        | -<<-                                                            |                                                               |
| 16.   | 1352        | с. Хмарівка Лизогубівської с/р, на лів. Березі р. Уди в межах села | Селище скіфського часу. IV–III ст. до н. е. | Шрамко Б. А., д.і.н., 1952 р.                                                                                                   | Площа 500 кв.м.                | -<<-        | № 61 від 25.01.72р.                                             | 50 м.№ 197 від 16.04.1984 р.                                  |
| 17.   | 1349        | смт. Хорошеве Хорошівської сел/р, на прав. березі р. Уди в межах селища | Городище роменської культури давньоруського часу VIII–XIII ст. н. е. | «Книга Большому Чертежу», кін. XVI ст.                                                                                          | Площа 700×600 м.               | -<<-        | -<<-                                                            | 50 м.№ 33 від 23.01.1984 р.                                   |
| 18.   | 2365        | с. Хроли Пономаренківської с/р | Кургани. 3. III тис. до н. е. — I тис. н. е. | Шрамко Б. А. та інші. 1977 р.                                                                                                   | Вис. 0,5-1,0 м                 | -<<-        | № 161 від 18.04.88р.                                            |                                                               |
| 19.   | 200029-Н    | с. Циркуни Циркунівської с/р, 2,3 км на південний захід від села | Городище «Циркуни» скіфського часу. V–III ст. до н. е. | Фукс М., археол. 1925 р. | Площа 23000 кв.м.              | Національна | Постанова КМУ № 928 від 03.09.09                                | 50 м.№ 33 від 23.01.1984 р.                                   |
| 20.   | 1354        | с. Циркуни Циркунівської с/р, з південного боку села, біля в'їзду | Селище доби неоліту, доби бронзи, скіфського часу. VI–IV тис. до н.е, II тис. до н.е, IV–III ст. до н. е.                                                                                                | Міхеєв В. К., д.і.н. 1961 р. | Площа 250х70 м                 | Місцева     | № 61 від 25.01.72р.                                             | 50 м.№ 197 від 16.04.1984 р.                                  |
| 21.   | 1353        | с. Циркуни Циркунівської с/р, за 1 км на північ від городища | Селище скіфського часу. V–III ст. до н. е. | Шрамко Б. А., д.і.н. 1952 р. | -<<-                           | -<<-        | 50 м.№ 197 від 16.04.1984 р.                                    |                                                               |
| 22.   | 1358        | с. Циркуни Циркунівської с/р | Кургани. 10. III тис. до н. е. — I тис. н. е. | Шрамко Б. А. та інші.1977 р. | Вис. 0,5-3,0 м                 | -<<-        | -<<-                                                            | 50 м.№ 33 від 23.01.1984 р.                                   |
| 23.   | 2168        | с. Шубіне Лизогубівської с/р | Селище багатошарове: бондарихинської культури та скіфського часу. XII–VIII ст. до н. е.; VI–IV ст. до н. е.                                                                                              | Буйнов Ю. В., к.і.н. 1974 р. | Площа 1,1 га                   | -<<-        | № 118 від 17.03.86р.                                            | 50 м.№ 184 від 20.04.87р.                                     |
| 24.   | 1351        | с. Яковлівка Яковлівської с/р, 2 км на південь від села | Городище скіфського часу. V–III ст. до н. е. | Фукс М., археол.1925 р. | 1,14 га                        | -<<-        | № 61 від 25.01.72р.                                             | 50 м.№ 33 від 23.01.1984 р.                                   |
| 25.   | 52          | Циркунівська с.р., на дюнах правого берега р. Харків | Поселення багатошарове доби бронзи, скіфського часу та черняхівської культури ІІ тис. до н. е., VI–IV ст. до н. е., ІІ-IV ст. н. е. Багалій Д. І., Шрамко Б. А. Кінець XIX ст. 1952 р.(Велика Данилівка) | Багалій Д. І., Шрамко Б. А. Кінець XIX ст. 1952 р.                                                                              | пл. 800 х 400 м                | -<<-        | № 61 25.01.1972                                                 |                                                               |
| 26.   | 53          | Циркунівська с.р., в поймі р. Харків | Кургани скіфського часу (Велика Данилівка).7. | р. Шрамко Б. А. 1960 р. | вис. 0,8-1 м                   | -<<-        | № 61 25.01.1972                                                 |                                                               |
| 27.   | 2175        | С. Яковлівка Яковлівської с/р | Кургани. 10. III тис. до н. е. — I тис. н.е | Фукс М., археол.1925 р. | Вис. Не встановлена            | -<<-        | № 118 від 17.03.86р.                                            |                                                               |
| 28.   |             | с. Борисівка Лук'янцівської с/ради. 3 кургани, розташовані на південь за 2,5 км та за 3,5 км від села | Кургани | Ревенко В. І., зав. відділу охорони пам'яток археології ХНМЦОКС. 2004 р. III тис. до н. е. — I тис. н. е.                       | вис. 1,0-2,6 м                 | Об'єкт      | Наказ УКіТ № 25 від 02.03.05р.                                  |                                                               |
| 29.   |             | с. Котляри Котлярівської с\ради. 3 кургани розташовані на північ від села за 2 км | Кургани | Берестнєв С.І к.і.н., Голубєва І. В., ст. науковий співроб. ХНМЦОКС 2004 р. III тис. до н. е. — I тис. н. е.                    | вис. 0,5 — 1,3 м               | Об'єкт      | Наказ УКіТ № 25 від 02.03.05р.                                  |                                                               |
| 30.   |             | с-ще Комуніст Роганської сел/ради. 3 кургани, розташовані на південний захід за 3 км від селища | - << - | Ревенко В. І., зав. відділу охорони пам'яток археології ХНМЦОКС. 2004 р. III тис. до н. е. — I тис. н. е.                       | вис. 0,8-3,5 м                 | Об'єкт      | Наказ УКіТ № 25 від 02.03.05р.                                  |                                                               |
| 31.   |             | с. Пільна Лук'янцівської с/ради. 4 кургани, розташовані на захід від села за 1,5 км | - << - | - << - | вис. 0,4-1,7 м                 | Об'єкт      | Наказ УКіТ № 25 від 02.03.05р.                                  |                                                               |
| 32.   |             | с. Стрілеча Глибоцької с/ради. Поселення, розташоване за 0,7 км на південний захід від західної околиці села | ПоселенняСтрілеча — I | Шрамко Б. А., д.і.н., 1972 р. Ревенко В. І., завідувач відділу археології ХНМЦОКС. 2004 р. XV–XII ст. до н. е., II–IV ст. н. е. | 80 х 50 м                      | Об'єкт      | Наказ УКіТ № 25 від 02.03.05р.                                  |                                                               |
| 33.   |             | с. Стрілеча Глибоцької с/ради. Поселення розташоване за 0,7 км на південний захід від західної околиці села та за 50 м на південний схід від поселення Стрілеча — I | ПоселенняСтрілеча — II | - << - | 100 х 50 м                     | Об'єкт      | Наказ УКіТ № 25 від 02.03.05р.                                  |                                                               |
| 34.   |             | Урочище Поділ Мерефянської м/ради.. Розташоване на правому березі р. Мжі, на схід від Сімферопольської магістралі | Багатошарове поселення: Селекційне 1 | Левицький І. Ф., Шрамко Б. А., Колода В. В.,Дідик В. В. Доба неоліту, бронзи та скифського часу                                 | 400 х 200 м                    | Об'єкт      | Наказ УКіТ № 361 від 28.11.07р.                                 |                                                               |
| 35.   |             | Урочище Поділ Мерефянської м/радиРозташоване на правому березі р. Мжі, на схід від поселення Селекційне 1 | Багатошарове поселення: Селекційне 2 | Шрамко Б. А., Колода В. В.,Дідик В. В. Доба бронзи та скифського часу                                                           | 200 х 200 м.                   | Об'єкт      | Наказ УКіТ № 361 від 28.11.07р.                                 |                                                               |
| 36.   |             | Урочище Поділ Мерефянської м/ради. Розташоване на правому березі р. Мжі, на схід від поселенняСелекційне 2 | Багатошарове поселення: Селекційне 3 | Шрамко Б. А., Колода В. В., Дідик В. В. Доба бронзи та черняхівської культури                                                   | 500 х 150 м.                   | Об'єкт      | Наказ УКіТ № 361 від 28.11.07р.                                 |                                                               |
| 37.   |             | Урочище Поділ Мерефянської м/ради. Розташоване на правому березі р. Мжі, на схід від поселення Селекційне 3 | Багатошарове поселення: Селекційне 4 | Колода В. В., Дідик В. В. Доби бронзи та черняхівської культури                                                                 | 600 х 200 м.                   | Об'єкт      | Наказ УКіТ № 361 від 28.11.07р.                                 |                                                               |
| 38.   |             | с. Утківка Утківська сел/рада. Розташоване на правому березі р. Мжі, за 200 м на захід від залізничної платформи «Селекційна» на південній околиці селища Утківка. | Багатошарове поселення: Утківка | Луцкевич І.М, Дідик В. В. Скифської та черняхівської культури                                                                   | 600 х 200 м.                   | Об'єкт      | Наказ УКіТ № 361 від 28.11.07р.                                 |                                                               |
| 39.   |             | с. Циркуни, Циркунівської сільської ради Харківського району. Поселення розташоване на північ від м. Харків. | Багатошарове поселення «Олешки» | Задніков С. А. Пеляшенко К. Ю. Окатенко В. М.скіфський час — V-ІІІ ст. н. е. Доба середньовіччя — VIII- третя чверть XIV ст.    | 250×200м                       | Об'єкт      | Наказ УКіТ № 249 від 22.07.08р.                                 |                                                               |
| 40.   |             | с. Барчани, Манченківська сільська рада, Харківськаий район. Поселення розташоване в середній частині мису, між двома глибокими балками, одна з яких — східна має назву Ржавий Яр. | Поселення скіфського часу «Дробянське». | Зоря О. О. Шрамко І. Б.V-ІІІ ст. до н. е.                                                                                       | 200× 300м                      | Об'єкт      | Наказ УКіТ № 249 від 22.07.08р.                                 |                                                               |
| 41.   |             | с. Циркуни, Циркунівська сільська рада, Харківський р-н. Поселення розташоване на південь від с. Циркуни. | Поселення доби бронзи «Циркуни — 6» | Міхєєв В. К. Пеляшенко К. Ю. Задніков С. А.ІІ — поч. І тис. до н. е.                                                            | 30×40м                         | Об'єкт      | Наказ УКіТ № 249 від 22.07.08р.                                 |                                                               |
| 42.   |             | смт. Велика Данилівка, Циркунівська сільська рада, Харківський р-н. Розташоване на невеликому підвищенні біля закруту лівого берегу р. Харків, на північному заході від околиці смт. Велика Данилівка, на відстані 50 м від сучасного русла р. Харків.                                                                                        | Поселення «Велика Данилівка — 5» | Шрамко І. Б. Голубєва І. В. Задніков С.АЕнеоліт — доба бронзи — ІІІ — поч. І тис. до н.е                                        | 200×100м                       | Об'єкт      | Наказ УКіТ № 394 від 20.12.06р. Наказ УКіТ № 249 від 22.07.08р. |                                                               |
| 43.   |             | р-н Північної Салтівки, територія Кулиничівської сільської ради Харківського району | Курганний могильник «Велика Данилівка — 4» | Зоря О. О. Шрамко І. Б. Голубєва І. В. Задніков С. А. Пеляшенко К. Ю. Окатенко В. М.ІІІ тис. до н. е.- І тис. н. е.             | Розміри не встановлені         | Об'єкт      | Наказ УКіТ № 249 від 22.07.08р.                                 |                                                               |
| 44.   |             | с. Циркуни Циркунівської сільської ради Харківського району. Поселення розташоване на дюнному підвищенні висотою 1 — 1,5 м, у заплаві правого берега | Поселення доби бронзи «Циркуни — 5» | Міхєєв В. К. Зоря О. О. Пеляшенко К. Ю. Задніков С. А.                                                                          | 30×60 м                        | Об'єкт      | Наказ УКіТ № 249 від 22.07.08р.                                 |                                                               |
| 45.   |             | с. Вільхівка Вільхівської ради Харківського району. Поселення розташоване на надзаплавній терасі лівого берега р. Роганка | Поселення черняхівської культури «Вільхівка» | Задніков С.А | Розміри не встановлені         | Об'єкт      | Наказ УКіТ № 249 від 22.07.08р.                                 |                                                               |
| 46.   |             | с. Барчани Манченківської сільської ради Харківського району. Поселення розташоване в середній частині мису, між двома глибокими балками, одна з яких (північна) є витоком р. Ревчик, лівого притоку р. Мерефа, що впадає в р. Мжа. | Поселення скіфського часу «Барчани» | Зоря О. О. Шрамко І.Б | Розміри не встановлені         | Об'єкт      | Наказ УКіТ № 249 від 22.07.08р.                                 |                                                               |
| 47.   |             | Смт. Велика Данилівка, Циркунівська сільська рада Харківського району. Поселення розташоване на підвищенні, за 80 м від лівого берега сучасного русла р. Харків на відстані 300–400 м від північної околиці смт. Велика Данилівка. | Поселення «Велика Данилівка — 6» | Шрамко І. Б. Голубєва І. В. Задніков С.А                                                                                        | 200× 300м                      | Об'єкт      | Наказ УКіТ № 394 від 20.12.06р. Наказ УКіТ № 249 від 22.07.08р. |                                                               |
| 48.   |             | смт. Бабаї, Бабаївська селищна рада, Харківський р-н. Поселення розташовано в лісі, на краю плато правого берега р. Уди, за 200 м на північ від смт. Бабаї на землях Жовтневого держлісфонду Харківського району. | Поселення скіфського часу «Бабаї — 1» | Задніков С.А | 400 кв. м                      | Об'єкт      | Наказ УКіТ № 249 від 22.07.08р.                                 |                                                               |
| 49.   |             | смт. Березівка, Березівська селищна рада, Харківський район. Поселення розташоване на правому схилі лівої притоки р. Мерефи, на захід від с. Березівка та на північ від м. Південне. | Поселення скіфського часу «Березівка» | Пеляшенко К. Ю.V-ІІІ ст. до н. е.                                                                                               | 300× 200 м                     | Об'єкт      | Наказ УКіТ № 249 від 22.07.08р.                                 |                                                               |
| 50.   |             | с. Циркуни, Циркунівська сільська рада, Харківський район. Поселення розташоване на дюнному підвищенні у заплаві лівого берега р. Харків, ліворуч від кільцевої дороги (у напрямку з Харкова на Білгородську трасу), неподалік від мосту через р. Харків.                                                                                     | Поселення доби бронзи «Циркуни-10» | Задніков С. А. Пеляшенко К. Ю. Окатенко В. М.ІІ тис. до н. е. — поч. І тис. до н. е.                                            | 200× 70 м                      | Об'єкт      | Наказ УКіТ № 249 від 22.07.08р.                                 |                                                               |
| 51.   |             | с. Циркуни, Циркунівська сільська рада, Харківський район. Поселення розташоване на схилі південно-західної частини дюнного підвищення, розташованої у заплаві лівого берега р. Харків, ліворуч від кільцевої дороги (у напрямку з Харкова на Білгородську трасу).                                                                            | Поселення доби бронзи та раннього середньовіччя «Циркуни-11» | Задніков С. А. Пеляшенко К. Ю. Окатенко В. М.ІІ тис. до н. е. — поч. І тис. до н. е. V–VII ст.                                  | 450× 70 м                      | Об'єкт      | Наказ УКіТ № 249 від 22.07.08р.                                 |                                                               |
| 52.   |             | с. Веселе, Веселівська сільська рада, Харківський район. Поселення «Веселе-1» бронзової доби зрубної КІС та козацького часу розташоване на відстані близько 0,1 км від західної околиці с. Веселе та праворуч від асфальтованої дороги на с. Веселе.                                                                                          | Поселення «Веселе — 1» XV — XII ст. до н. е., XVII- XVIII ст. | Резніков В. В.,Лаптєв О. О.,2009 р.                                                                                             | Пл. 1,0 га (100×100м)          | Об'єкт      | Наказ УКіТ № 274/1 від 06.11.09р.                               |                                                               |
| 53.   |             | с. Веселе, Веселівська сільська рада, Харківський район. Поселення «Муромське В-Л» черняхівської та пеньківської культур розташоване на відстані близько 0,1 км на південний захід від західної околиці с. Веселе, близько 1 км праворуч від асфальтованої дороги на вищезазначене село та на правій корінній терасі Муромського водосховища. | Поселення «Муромське В-Л» III–V ст. н. е., V–VII ст. | Резніков В. В.,Лаптєв О. О.,2009 р.                                                                                             | Пл. 40,0 га (1000×400м)        | Об'єкт      | Наказ УКіТ № 274/1 від 06.11.09р.                               |                                                               |
| 54.   |             | с. Циркуни, Циркунівська сільська рада Харківського р-ну. Поселення розташоване за 0,3 км на схід від південно-західної околиці с. Циркуни біля мосту через р. Харків. | Поселення «Циркуни-14» ХІІ — VIII ст. до н. е.,V — III ст. до н. е. | Пеляшенко К. Ю.,2008 р. | 100х50м                        | Об'єкт      | Наказ УКіТ № 01 від 12.01.10р.                                  |                                                               |
| 55.   |             | сел. Пісочин Пісочинської сел. ради Харківського району. Поселення розташоване в селищній зоні поміж перспективних вул. Інженерної та Ясної сел. Пісочин — вздовж автодороги (на її вигині), яка проходить до санаторію Роща і перетинає пам'ятку навпіл.                                                                                     | Поселення «Санаторій Роща» V–III ст. до н. е. | Окатенко В. М.,2008 р. | 250×250 м                      | Об'єкт      | Наказ УКіТ № 01 від 12.01.10р.                                  |                                                               |
| 56.   |             | с. Циркуни Циркунівської с.р., Харківський район. Поселення розташоване за 1,3 км на південь від кладовища, що знаходиться на території с. Циркуни. | Поселення «Циркуни-13» XVII–XV ст. до н. е.; XV–XII ст. до н. е.; XII–VIII ст. до н. е.; | Задніков С. А., Пеляшенко К. Ю., 2008 р.                                                                                        | 1000×200 м                     | Об'єкт      | Наказ УКіТ № 01 від 12.01.10р.                                  |                                                               |
| 57.   |             | с. Українське Русько-Тишківської с.р., Харківського району. Поселення займає частину похилого мису поміж двома витоками р. В'ялий (ліва притока р. Харків). | Поселення «В'ялівське» III–V ст. н. е. | Пеляшенко К. Ю.,2008 р. | 150х60м                        | Об'єкт      | Наказ УКіТ № 01 від 12.01.10р.                                  |                                                               |
| 58.   |             | м. Мерефа, Мереф'янська міська рада Харківського району. Поселення розташоване на південно-східній околиці м. Мерефа за 175 м на південь від залізничної колії. | Поселення «Мерефа IV» XV — XII ст. до н. е. | Голубєва І. В., Пеляшенко К. Ю.,2008 р.                                                                                         | 150х100м                       | Об'єкт      | Наказ УКіТ № 01 від 12.01.10р.                                  |                                                               |
| 59.   |             | сел. Буди Будянської селищної ради Харківського району. Поселення розташоване на східній околиці сел. Буди. Крізь поселення проходить вул. Садова. | Поселення «Буди, вул. Садова» V–III ст. до н. е. | Шрамко І. Б., Задніков С. А.,2008 р.                                                                                            | 300×150 м                      | Об'єкт      | Наказ УКіТ № 01 від 12.01.10р.                                  |                                                               |
| 60.   |             | Харківська область, Харківський район, Пісочинська селищна рада, смт. Пісочин | Поселення «Пісочин — Мобіль — 2» ІІ тис. до н. е. — поч. І тис. до н. е., VI–III ст. до н. е. | Задніков С. А., 2008 р. | 200×70 м                       | Об'єкт      | Наказ УКіТ № 01 від 12.01.10р.                                  |                                                               |
| 61.   |             | Харківська область, Харківський район, Пісочинська селищна рада, смт. Пісочин | Поселення «Пісочин — Мобіль — 1» ІІ тис. до н. е. — поч. І тис. до н. е., V–III ст. до н. е. | Задніков С. А., 2008 р. | 150×100 м                      | Об'єкт      | Наказ УКіТ № 01 від 12.01.10р.                                  |                                                               |
| 62.   |             | вул. Зарічна, 19, с. Вільхівка Харківського району Харківської області. Дані прив'язки шурфу: 49 59.076 С, 036 30.909 В, висота над рівнем моря 132 м, точ. 8 м. | Поселення «Вільхівка» | Голубєва І. В., старший науковий співробітник ДП ОАСУ «САС», 2006 р. ІІІ — V ст.                                                | Розміри поселення не визначені | Об'єкт      | Наказ УКіТ № 142 від 11.04.11р.                                 |                                                               |
|       |             | | | |                                |             |                                                                 |                                                               |

## Джерело
Лист Харківської Облдержадміністрації на запит ВМ УА від 28 березня 2012. Файли доступні на сайті конкурсу WLM.